# Carduelis
Carduelis bezeichnet eine Gattung in der Unterfamilie der Stieglitzartigen innerhalb der Familie der Finken (Fringillidae). Der Name stammt vom Lateinischen carduus (Distel). Auf diesen Ursprung geht der wissenschaftliche Name der Typusart, des Stieglitz, der auch Distelfink genannt wird, „Carduelis carduelis“ zurück.
Seit der Jahrtausendwende hat sich die Zusammensetzung der Gattung rapide verändert. Die vormals recht artenreiche Gattung mit über 30 Arten hat sich aufgrund molekulargenetischer Untersuchungen als nicht monophyletisch herausgestellt und wurde im Zuge genauerer Untersuchungen schließlich in mehrere Gattungen aufgeteilt. Zurzeit (2018) enthält die Gattung nur noch drei Arten.

## Merkmale
Die Arten der Gattung sind mittelgroße Finken mit kurzen, kegelförmigen, recht kräftigen Schnäbeln. Die Vögel haben eine Körperlänge von etwa 11 bis 13 Zentimetern. Die Flügelspannweite beträgt 21 bis 25 Zentimeter und das Körpergewicht variiert von etwa 12 bis 19 Gramm.
Das Gefieder der drei Arten ist im Allgemeinen bunt, aber ohne gattungstypische Merkmale. Der Geschlechtsdimorphismus ist bei Korsika- und Zitronenzeisig schwach, beim Stieglitz nicht sichtbar ausgeprägt. Der Gesang aller drei Arten ist ähnlich und kann als „munter zwitschernd“ umschrieben werden.

## Systematik
Durch DNA-Untersuchungen des mitochondrialen Cytochrom b wurde festgestellt, dass die Kreuzschnäbel (Loxia) in der damaligen Gattung Carduelis enthalten sind.  Durch mehrjährige Gefangenschaftsbeobachtungen an asiatischen und europäischen Stieglitzunterarten und drei Chloris-Arten (Grünfinken) wurde gezeigt, dass die verschiedenen Unterarten des Stieglitzes und die drei untersuchten Grünlingsarten zwei in sich geschlossene, ohne Übergangsformen voneinander getrennte Gruppen der Carduelis-Gattung bilden. Weiteren Aufschluss lieferte im Jahre 2012  die Veröffentlichung einer molekulargenetischen Studie der Finkenvögel durch D. Zuccon et al. Nach dieser Studie wurde eine große Umstrukturierung der Stieglitzartigen vorgenommen, die darin resultierte, dass die Gattung Carduelis in eine Vielzahl Gattungen aufgeteilt wurde, darunter die Birkenzeisige (Acanthis), die Hänflinge (Linaria) und die Grünfinken (Chloris).

## Arten
- Carduelis
  - Korsikazeisig (C. corsicana)
  - Stieglitz (C. carduelis)
  - Zitronenzeisig (C. citrinella)